# Опсада Напуља (542—543)
Опсаду Напуља извршио је остроготски вођа Тотила 542-543. године. Завршена је предајом града од стране византијског војсковође Конона.

## Опсада
Након победа над византијском војском код Фавенце и Мукелиума, Тотила је напредовао ка југу Италије. Напуљ, највећи византијски град у јужној Италији, био је под управом генерала Конона. Бранила га је војска од око 1000 људи. Велики ратни бродови пресрели су и готово потпуно уништили спасилачку експедицију новоименованог магистер милитума Димитрија са Сицилије. Други покушај Димитрија Сицилијанског такође је завршен неуспехом, будући да су јаки ветрови присилили бродове да се зауставе на плажи где их је напала и савладала готска војска. Знајући тешку ситуацију бранилаца града, Тотила им је обећао сигуран пролаз уколико се предају. Притиснут глађу, деморалисан неуспешним покушајима да се достави помоћ, Конон је прихватио понуду. Крајем марта или почетком априла 543. године Напуљ се предао. Тотила је одржао обећање и омогућио браниоцима слободан пролаз из града. Градске зидине су делом разорене.